# Селище (Куп'янський район)
Се́лище — село в Україні, у Куп'янському районі Харківської області. Входить до складу Кіндрашівської сільської громади. Населення становить 1 осіб. 

## Географія
Село Селище знаходиться на відстані 2 км від сіл Миколаївка Друга і Василівка. За 2 км знаходиться залізнична станція Селеще. До села примикає лісовий масив (дуб).

## Історія
7 (20) листопада 1917 року, відповідно до Третього Універсалу Української Центральної Ради, увійшло до складу Української Народної Республіки.
Під час організованого радянською владою Голодомору 1932—1933 років померло щонайменше 7 жителів села.
До 2020 року орган місцевого самоврядування — Моначинівська сільська рада.
12 червня 2020 року, відповідно до розпорядження Кабінету Міністрів України № 725-р «Про визначення адміністративних центрів та затвердження територій територіальних громад Харківської області», увійшло до складу Кіндрашівської сільської територіальної громади.